# STS-110
La STS-110 è una missione spaziale del Programma Space Shuttle. Il suo principale scopo era il trasporto e l'installazione del segmento S0 della Integrated Truss Structure, ovvero l'elemento portante della Stazione spaziale internazionale.

## Equipaggio
- Comandante: Michael J. Bloomfield (3)
- Pilota: Stephen Frick (1)
- Specialista di missione: Jerry Lynn Ross (7)
- Specialista di missione: Steven Lee Smith (4)
- Specialista di missione: Ellen Ochoa (4)
- Specialista di missione: Lee Morin (1)
- Specialista di missione: Rex Walheim (1)

Tra parentesi il numero di voli spaziali completati da ogni membro dell'equipaggio, inclusa questa missione.

## Parametri della missione
- Massa:
  - Navetta al lancio: 257.079 kg
  - Navetta al rientro: 200.657 kg
  - Carico utile: 13.132 kg
- Perigeo: 155 km
- Apogeo: 225 km
- Inclinazione: 51,6°
- Periodo: 88,3 minuti

### Attracco con l'ISS
- Aggancio all'ISS: 10 aprile 2002, 16:05:00 UTC
- Sgancio: 17 aprile 2002, 18:31:00 UTC
- Durata dell'attracco: 7 giorni, 2 ore e 26 minuti

### Passeggiate spaziali
- Smith e Walheim  - EVA 1
  - Inizio EVA 1: 11 aprile 2002 - 14:36 UTC
  - Fine EVA 1: 11 aprile 2002 - 22:24 UTC
  - Durata: 7 ore e 48 minuti
- Ross e Morin  - EVA 2
  - Inizio EVA 2: 13 aprile 2002 - 14:09 UTC
  - Fine EVA 2: 13 aprile 2002 - 21:39 UTC
  - Durata: 7 ore e 30 minuti
- Smith e Walheim  - EVA 3
  - Inizio EVA 3: 14 aprile 2002 - 13:48 UTC
  - Fine EVA 3: 14 aprile 2002 - 20:15 UTC
  - Durata: 6 ore e 27 minuti
- Ross e Morin  - EVA 4
  - Inizio EVA 4: 16 aprile 2002 - 14:29 UTC
  - Fine EVA 4: 16 aprile 2002 - 21:06 UTC
  - Durata: 6 ore e 37 minuti